# Проспект Седова
Проспект Седо́ва — проспект в жилом районе (микрорайоне) «Сортировочный» Железнодорожного административного района Екатеринбурга. Проспект получил своё название в честь Георгия Яковлевича Седова (1877—1914) — русского географа и полярного исследователя.

## Расположение и благоустройство
Проспект Седова проходит с юго-востока на северо-запад между улицами Таватуйской и Технической. Начинается от пересечения с Теплоходным проездом и заканчивается у улицы Коуровской. Пересекается с улицами Надеждинской и Сортировочной. Примыканий других улиц к проспекту нет.

Протяжённость проспекта составляет около 1300 метров. Несмотря на «громкое» название проспект Седова не оправдывает своё название — ширина проезжей части на большем его протяжении составляет около 7 м (по одной полосе в каждую сторону движения), что делает проспект единственным проспектом города с шириной проезжей части менее четырёх полос. На протяжении проспекта имеется два светофора и два нерегулируемых пешеходных перехода. С обеих сторон проспект от начала до улицы Сортировочной оборудован тротуарами и уличным освещением.

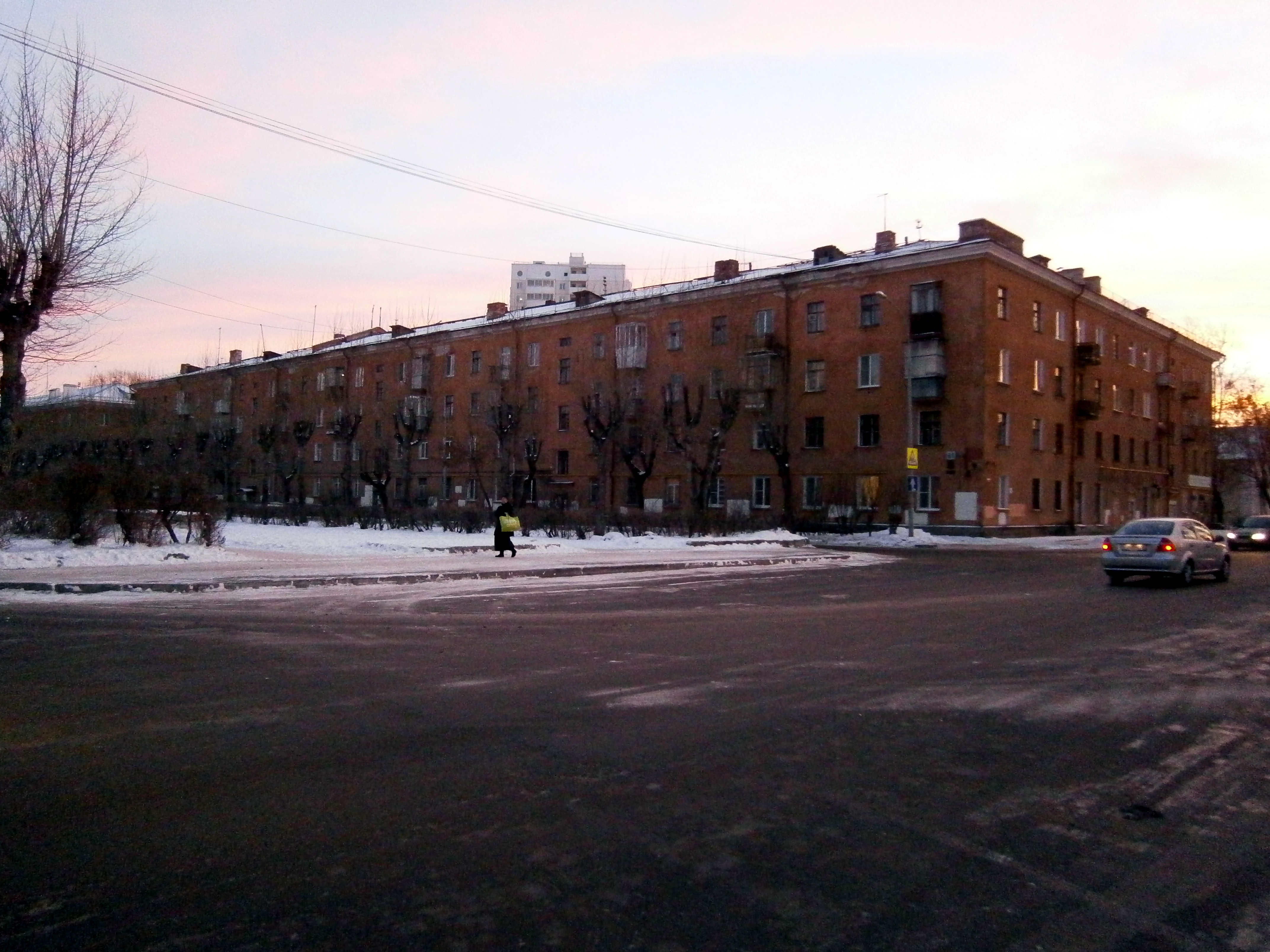
Жилой дом на проспекте Седова, декабрь 2017 года
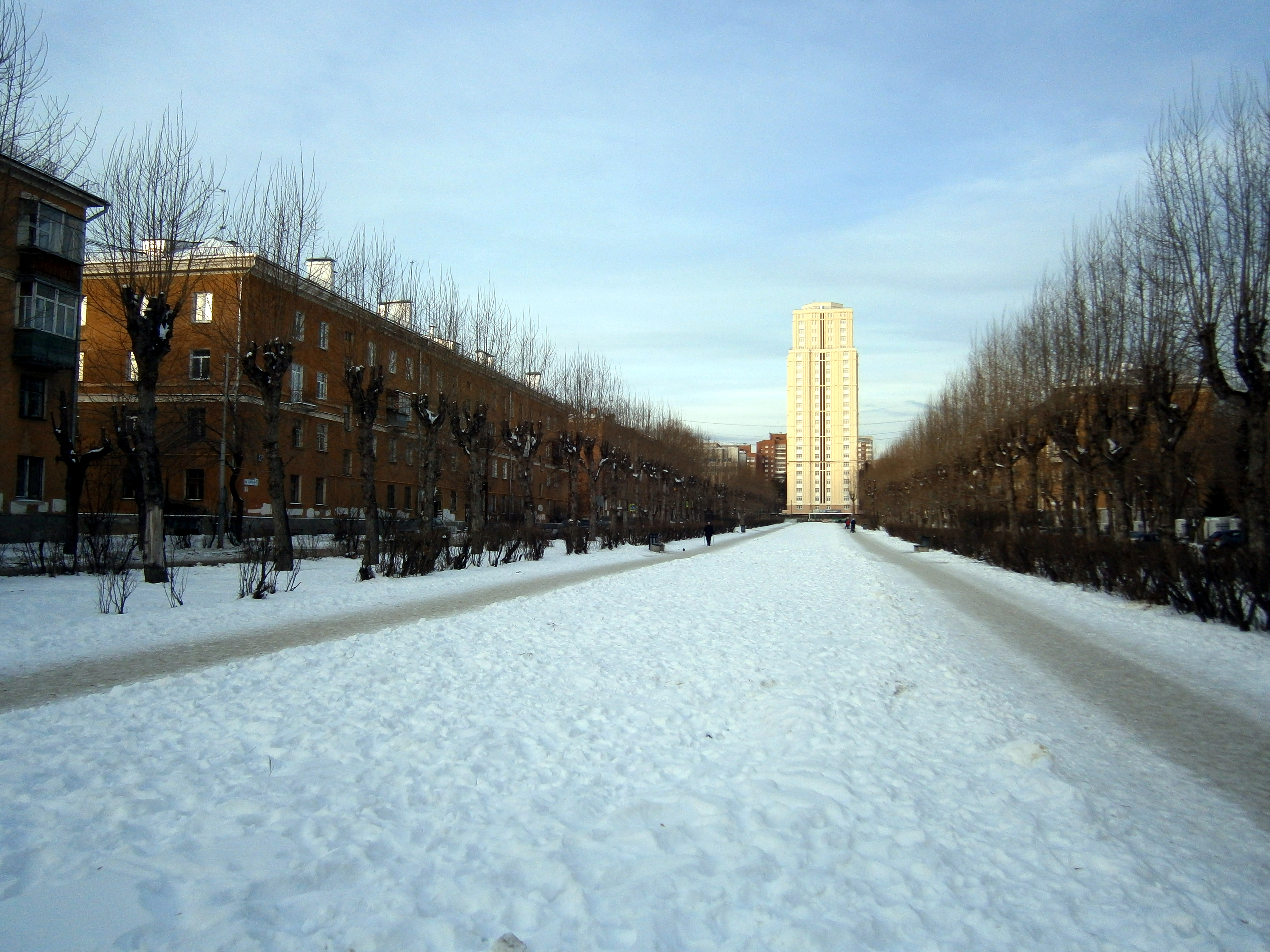
Аллея на проспекте Седова
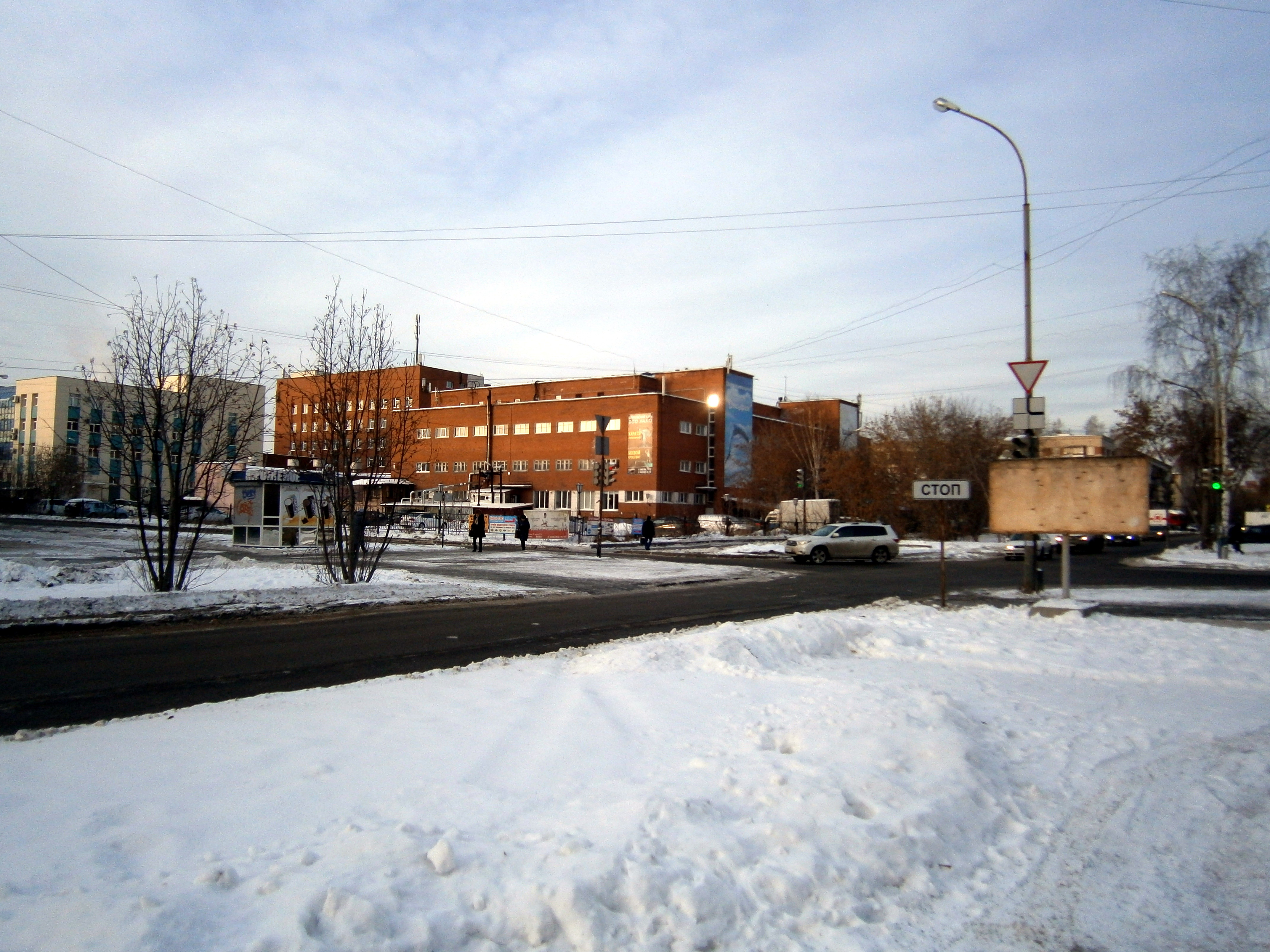
Перекрёсток проспекта Седова и улицы Надеждинская
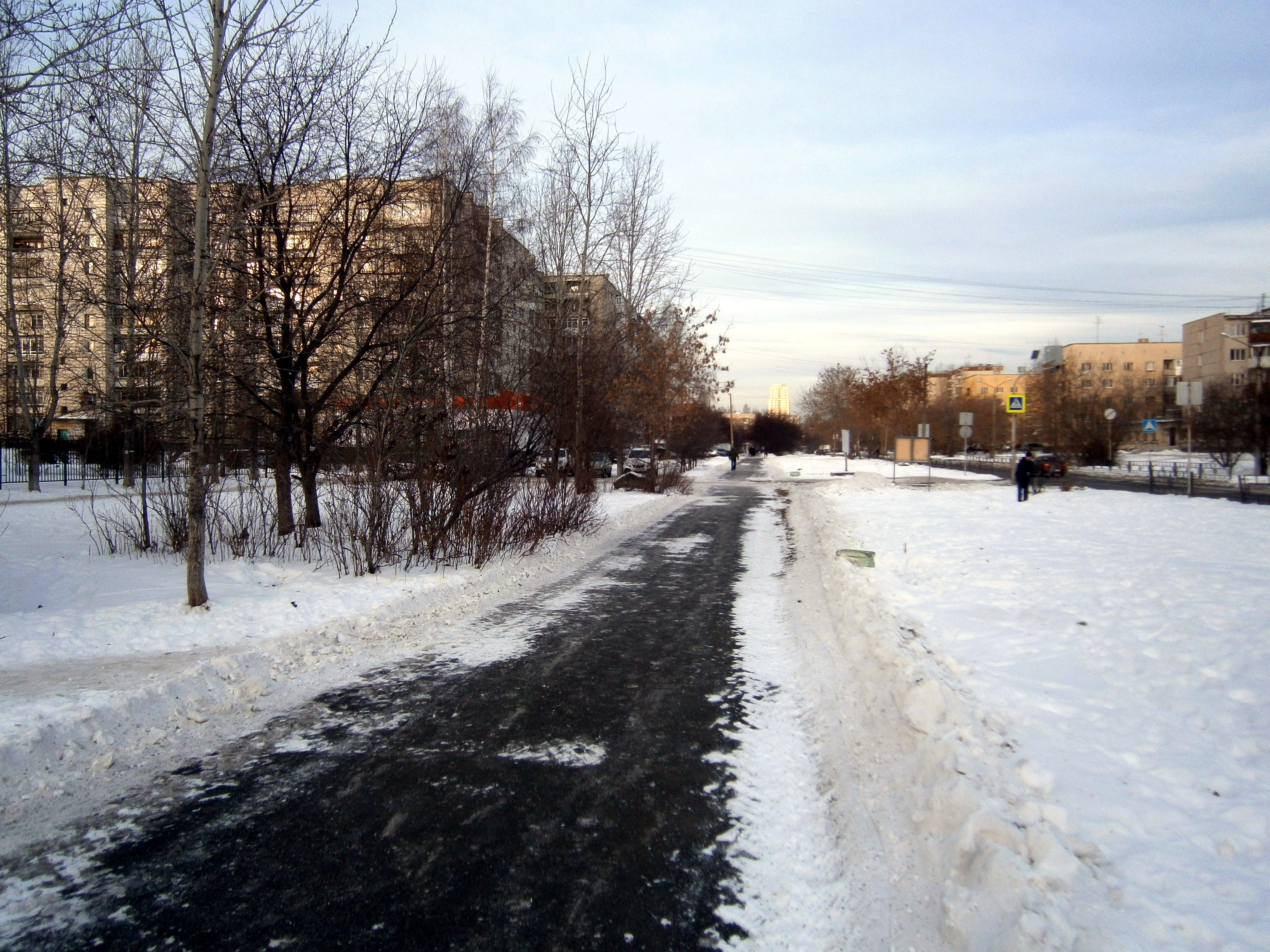
Проспект Седова

## История
Возникновение проспекта связано с развитием жилого района «Сортировочный» в 1950-х годах. Застроен средне- и многоэтажными жилыми домами типовых серий, а также жилыми домами повышенной этажности (до 16 этажей).

## Примечательные здания и сооружения
- № 21 — Гимназия № 174.
- № 27 — Спорткомплекс «Дельфин».
- № 28 — Средняя общеобразовательная школа № 170.
- № 46 — Средняя общеобразовательная школа № 83.

## Транспорт

### Наземный общественный транспорт
Проспект является внутрирайонной транспортной магистралью, по которой осуществляется движение автобусного маршрута № 43 и маршрутного такси № 021. Остановки общественного транспорта — «Оздоровительный комплекс Дельфин» (на углу с ул. Надеждинской), «Сортировочная» (на углу с ул. Сортировочной) и «Седова» (на углу с ул. Коуровской).

### Ближайшие станции метро
Действующих станций Екатеринбургского метрополитена не имеется, линий метро к проспекту проводить не запланировано.